# (31971) Beatricechoi
2000 HP9 (asteroide 31971) é um asteroide da cintura principal. Possui uma excentricidade de 0.16914400 e uma inclinação de 3.38324º.
Este asteroide foi descoberto no dia 27 de abril de 2000 por LINEAR em Socorro.